# 真子正史
真子 正史（まなご まさふみ、1943年 - ）は日本の農学博士。神奈川県に奉職、柑橘類、キウイフルーツの試験研究を行った。その後、東京農業大学農学部農学科長を務め、後進の育成を図った。湘南ゴールド、片浦イエローの育成に関わった。

## 来歴
- 1943年（昭和18年） - 佐賀県に生まれる
- 1966年（昭和41年） ‐ 東京農工大学農学部農学科卒業
- 1968年（昭和43年） ‐ 神奈川県に奉職。神奈川県園芸試験場根府川分場勤務(現：神奈川県農業技術センター足柄地区事務所　根府川分室)
- 現在 ‐ 湘南ゴールドの栽培技術の確立を目指し、活動している（2012年11月現在）。

## テレビ出演
- 〜あらゆる世界を見学せよ！〜潜入！リアルスコープ   (フジテレビ) 2012/ 1/28(土)放映
- PON！ (日本テレビ) 2013/ 2/21(木)放映　(湘南ゴールドの紹介)

## 著書及び共著
- 失敗しないキウイフルーツ : 栽培・追熟・貯蔵 - 農山漁村文化協会　刊行1987.3
- 果樹(編著)　-　全国農業協同組合中央会営農地域振興部営農企画課　刊行2000.3
- 園芸学入門(共著)　-　朝倉書店　刊行　2006.6

## 執筆
農業技術体系 ： 果樹編第1-1巻　カンキツ（農山漁村文化協会）への基本技術編
- 整枝・剪定・間伐　V優良特殊系統のつくりこなし方　大津四号　p190の8～190の13
- 各種栽培方法　IX主幹形整枝・根域制限・ヒリュウ・中間台による温州ミカンの新栽培法　ウサギの耳形整枝法　p406の77の2～406の77の5
- 生理障害と栽培技術上の重要病害　1.生理障害　2．日焼け　p411～413

神奈川県柑橘史
1974年発行（神奈川県柑橘農業協同組合連合会）